# Filmfestivalen i Berlin 2015
Filmfestivalen i Berlin 2015 (tyska: 65. Internationalen Filmfestspiele Berlin) var den 65:e officiella upplagan av filmfestivalen i Berlin. Den gick av stapeln från 5 till 15 februari 2015 i Berlin, Tyskland. Den amerikanske filmaren Darren Aronofsky var ordförande för tävlingsjuryn. Öppningsfilm var Nadie quiere la noche av den spanska regissören Isabel Coixet. Guldbjörnen gick till den iranska filmen Taxi av Jafar Panahi.

## Huvudtävlan
Följande filmer valdes ut till huvudtävlan:
| Svensk titel    | Ursprungstitel                                           | Regissör                    | Produktionsland                                 |
| --------------- | -------------------------------------------------------- | --------------------------- | ----------------------------------------------- |
|                 | Vergine giurata                                          | Laura Bispuri               | Italien, Schweiz, Tyskland, Albanien och Kosovo |
|                 | Ixcanul                                                  | Jayro Bustamante            | Guatemala och Frankrike                         |
|                 | Nadie quiere la noche                                    | Isabel Coixet               | Spanien, Frankrike och Bulgarien                |
|                 | Als wir träumten                                         | Andreas Dresen              | Tyskland och Frankrike                          |
|                 | Под электрическими облаками Pod elektritjeskimi oblakami | Aleksej Aleksejevitj German | Ryssland, Ukraina och Polen                     |
|                 | Eisenstein in Guanajuato                                 | Peter Greenaway             | Nederländerna, Mexiko, Belgien och Finland      |
| Pärlemorknappen | El botón de nácar                                        | Patricio Guzmán             | Frankrike, Chile och Spanien                    |
| 45 år           | 45 years                                                 | Andrew Haigh                | Storbritannien                                  |
|                 | Queen of the desert                                      | Werner Herzog               | Förenta staterna och Marocko                    |
|                 | Journal d'une femme de chambre                           | Benoît Jacquot              | Belgien och Frankrike                           |
|                 | 一步之遥 Yi bu zhi yao                                   | Jiang Wen                   | Kina                                            |
|                 | Aferim!                                                  | Radu Jude                   | Rumänien, Bulgarien och Tjeckien                |
| Sällskapet      | El club                                                  | Pablo Larraín               | Chile                                           |
| Knight of cups  | Knight of cups                                           | Terrence Malick             | Förenta staterna                                |
| Taxi Teheran    | Taxi                                                     | Jafar Panahi                | Iran                                            |
|                 | Cha và con và                                            | Dang Di Phan                | Vietnam                                         |
|                 | 天の茶助 Ten no Chasuke                                  | Sabu                        | Japan                                           |
| Victoria        | Victoria                                                 | Sebastian Schipper          | Tyskland                                        |
|                 | Cialo                                                    | Małgorzata Szumowska        | Polen                                           |

## Utom tävlan
Följande filmer uttogs till att visas utom tävlan:
| Svensk titel             | Ursprungstitel           | Regissör            | Produktionsland                             |
| ------------------------ | ------------------------ | ------------------- | ------------------------------------------- |
| Berättelsen om Askungen  | Cinderella               | Kenneth Branagh     | Förenta staterna                            |
|                          | Mr. Holmes               | Bill Condon         | Storbritannien och Förenta staterna         |
| Elser                    | Elser                    | Oliver Hirschbiegel | Tyskland                                    |
| Every thing will be fine | Every thing will be fine | Wim Wenders         | Tyskland, Kanada, Frankrike, Sverige, Norge |

## Jury

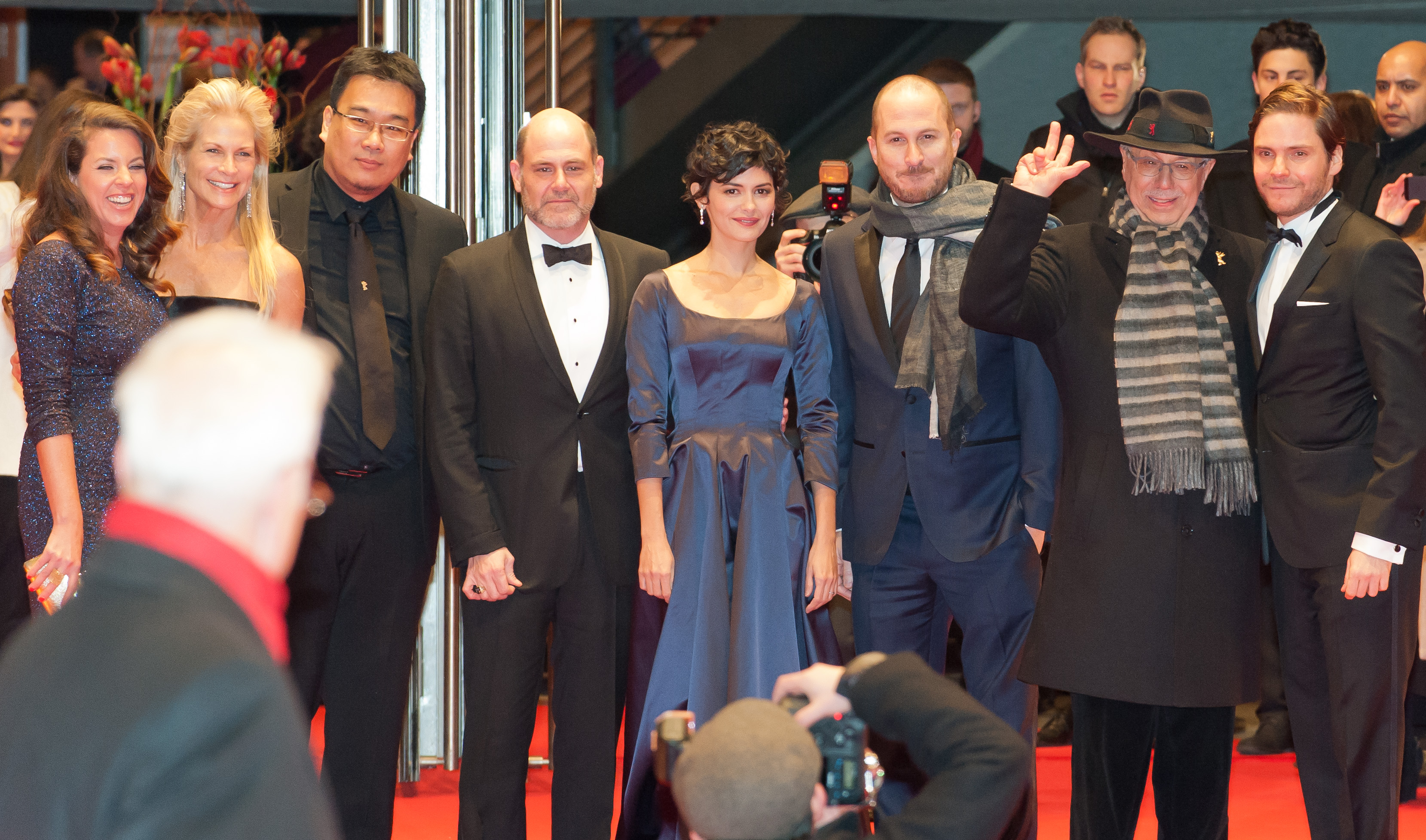
Tävlingsjuryn, från vänster till höger: Claudia Llosa, Martha De Laurentiis, Bong Joon-ho, Matthew Weiner, Audrey Tautou, Darren Aronofsky, festivalchef Dieter Kosslick och Daniel Brühl

Följande satt i juryn för huvudtävlan:
- Darren Aronofsky, amerikansk filmskapare, juryordförande
- Daniel Brühl, tysk skådespelare
- Bong Joon-ho, sydkoreansk regissör
- Martha De Laurentiis, amerikansk producent
- Claudia Llosa, peruansk regissör
- Audrey Tautou, fransk skådespelerska
- Matthew Weiner, amerikansk TV-producent

## Priser
Huvudtävlan:
- Guldbjörnen – Taxi Teheran av Jafar Panahi
- Silverbjörnen
  - Juryns stora pris – Sällskapet av Pablo Larraín
  - Alfred Bauer-priset – Ixcanul av Jayro Bustamante
  - Bästa regi
    - Radu Jude för Aferim!
    - Małgorzata Szumowska för Cialo

  - Bästa skådespelerska – Charlotte Rampling i 45 år
  - Bästa skådespelare – Tom Courtenay i 45 år
  - Bästa manus – Patricio Guzmán för Pärlemorknappen
  - Bästa tekniska insats
    - Sturla Brandth Grøvlen för fotot i Victoria
    - Sergej Michaltjuk och Evgenij Privin för fotot i Pod elektritjeskimi oblakami